# Championnat des Amériques masculin de basket-ball des moins de 18 ans 2016
Navigation
États-Unis 2014 Canada 2018
Le championnat des Amériques masculin de basket-ball des moins de 18 ans 2016 se déroule à Valdivia au Chili du 19 au 23 juillet 2016. Il s'agit de la dizième édition de la compétition, instaurée en 1990.

## Équipes participantes

### Qualifications
8 équipes, issues des différentes zones de qualification du Championnat des Amériques U18, sont qualifiées pour cette compétition.
| Mode de qualification                                                                  | Places | Nations qualifiées                                            |
| -------------------------------------------------------------------------------------- | ------ | ------------------------------------------------------------- |
| Hôte du championnat des Amériques U18 2016                                             | 1      | Chili                                                         |
| Qualifications Championnat des Amériques U18 2016 (Zone Amérique du Nord)              | 2      | Canada États-Unis                                             |
| Qualifications Championnat des Amériques U18 2016 (Zone Amérique centrale et Caraïbes) | 3      | Îles Vierges des États-Unis Porto Rico République dominicaine |
| Qualifications Championnat des Amériques U18 2016 (Zone Amérique du Sud)               | 2      | Argentine Brésil                                              |

## Rencontres

### Premier tour
Légende des classements
- Qualifié pour les demi-finales
- Qualifié pour les matches de classement

#### Groupe A
| Rang | Équipe                 | Pts | J | G | P | Pp  | Pc  | Diff |  | Résultats (dom.\ext.)  |   |       |       |       |
| ---- | ---------------------- | --- | - | - | - | --- | --- | ---- |  | ---------------------- | - | ----- | ----- | ----- |
| 1    | Canada                 | 6   | 3 | 3 | 0 | 253 | 190 | 63   |  | Canada                 |   | 74-58 | 92-58 | 87-74 |
| 2    | Brésil                 | 5   | 3 | 2 | 1 | 186 | 183 | 3    |  | Brésil                 | - |       | 54-51 | 74-58 |
| 3    | Argentine              | 4   | 3 | 1 | 2 | 188 | 221 | -33  |  | Argentine              | - | -     |       | 79-75 |
| 4    | République dominicaine | 3   | 3 | 0 | 3 | 207 | 240 | -33  |  | République dominicaine | - | -     | -     |       |

#### Groupe B
| Rang | Équipe                      | Pts | J | G | P | Pp  | Pc  | Diff |  | Résultats (dom.\ext.)       |   |        |       |        |
| ---- | --------------------------- | --- | - | - | - | --- | --- | ---- |  | --------------------------- | - | ------ | ----- | ------ |
| 1    | États-Unis                  | 6   | 3 | 3 | 0 | 280 | 183 | 97   |  | États-Unis                  |   | 103-70 | 70-50 | 107-63 |
| 2    | Porto Rico                  | 5   | 3 | 2 | 1 | 225 | 224 | 1    |  | Porto Rico                  | - |        | 70-60 | 85-61  |
| 3    | Chili                       | 4   | 3 | 1 | 2 | 178 | 185 | -7   |  | Chili                       | - | -      |       | 68-45  |
| 4    | Îles Vierges des États-Unis | 3   | 3 | 0 | 3 | 169 | 260 | -91  |  | Îles Vierges des États-Unis | - | -      | -     |        |

### Tableau final
|  | Demi-finales    | Demi-finales    | Demi-finales    | Demi-finales    |                               |        | Finale          | Finale          | Finale          | Finale          |
|  |                 |                 |                 |                 |                               |        |                 |                 |                 |                 |
|  | 22 juillet 2016 | 22 juillet 2016 | 22 juillet 2016 | 22 juillet 2016 |                               |        | 23 juillet 2016 | 23 juillet 2016 | 23 juillet 2016 | 23 juillet 2016 |
|  | A1              | Canada          | 83              | 83              |                               |        | 23 juillet 2016 | 23 juillet 2016 | 23 juillet 2016 | 23 juillet 2016 |
|  | A1              | Canada          | 83              | 83              |                               |        | 23 juillet 2016 | 23 juillet 2016 | 23 juillet 2016 | 23 juillet 2016 |
|  | B2              | Porto Rico      | 66              | 66              |                               |        | 23 juillet 2016 | 23 juillet 2016 | 23 juillet 2016 | 23 juillet 2016 |
|  | B2              | Porto Rico      | 66              | 66              | Canada                        | Canada | 84              | 84              |                 |                 |
|  | 22 juillet 2016 |                 |                 |                 | Canada                        | Canada | 84              | 84              |                 |                 |
|  |                 |                 | États-Unis      | États-Unis      | 99                            | 99     |                 |                 |                 |                 |
|  | B1              | États-Unis      | États-Unis      | États-Unis      | 99                            | 99     | 88              | 88              |                 |                 |
|  | B1              | États-Unis      |                 |                 |                               |        |                 | 88              |                 |                 |
|  | A2              | Brésil          | 48              | 48              |                               |        |                 |                 |                 |                 |
|  | A2              | Brésil          | 48              | 48              | Match pour la troisième place |        |                 |                 |                 |                 |
|  |                 |                 |                 |                 |                               |        |                 |                 |                 |                 |
|  | 23 juillet 2016 |                 |                 |                 |                               |        |                 |                 |                 |                 |
|  | Porto Rico      | Porto Rico      | 58              | 58              |                               |        |                 |                 |                 |                 |
|  | Porto Rico      | Porto Rico      | 58              | 58              |                               |        |                 |                 |                 |                 |
|  | Brésil          | Brésil          | 59              | 59              |                               |        |                 |                 |                 |                 |
|  | Brésil          | Brésil          | 59              | 59              |                               |        |                 |                 |                 |                 |

### Matches de classement

#### Matches pour la5eplace
|  | Tour de classement 5e - 8e  | Tour de classement 5e - 8e  | Tour de classement 5e - 8e | Tour de classement 5e - 8e |                        |           | Match pour la 5e place | Match pour la 5e place | Match pour la 5e place | Match pour la 5e place |
|  |                             |                             |                            |                            |                        |           |                        |                        |                        |                        |
|  | 22 juillet 2016             | 22 juillet 2016             | 22 juillet 2016            | 22 juillet 2016            |                        |           | 23 juillet 2016        | 23 juillet 2016        | 23 juillet 2016        | 23 juillet 2016        |
|  | Argentine                   | Argentine                   | 91                         | 91                         |                        |           | 23 juillet 2016        | 23 juillet 2016        | 23 juillet 2016        | 23 juillet 2016        |
|  | Argentine                   | Argentine                   | 91                         | 91                         |                        |           | 23 juillet 2016        | 23 juillet 2016        | 23 juillet 2016        | 23 juillet 2016        |
|  | Îles Vierges des États-Unis | Îles Vierges des États-Unis | 79                         | 79                         |                        |           | 23 juillet 2016        | 23 juillet 2016        | 23 juillet 2016        | 23 juillet 2016        |
|  | Îles Vierges des États-Unis | Îles Vierges des États-Unis | 79                         | 79                         | Argentine              | Argentine | 73                     | 73                     |                        |                        |
|  | 22 juillet 2016             |                             |                            |                            | Argentine              | Argentine | 73                     | 73                     |                        |                        |
|  |                             |                             | Chili                      | Chili                      | 68                     | 68        |                        |                        |                        |                        |
|  | Chili                       | Chili                       | Chili                      | Chili                      | 68                     | 68        | 72                     | 72                     |                        |                        |
|  | Chili                       | Chili                       |                            |                            |                        |           |                        | 72                     |                        |                        |
|  | République dominicaine      | République dominicaine      | 69                         | 69                         |                        |           |                        |                        |                        |                        |
|  | République dominicaine      | République dominicaine      | 69                         | 69                         | Match pour la 7e place |           |                        |                        |                        |                        |
|  |                             |                             |                            |                            |                        |           |                        |                        |                        |                        |
|  | 23 juillet 2016             |                             |                            |                            |                        |           |                        |                        |                        |                        |
|  | Îles Vierges des États-Unis | Îles Vierges des États-Unis | 77                         | 77                         |                        |           |                        |                        |                        |                        |
|  | Îles Vierges des États-Unis | Îles Vierges des États-Unis | 77                         | 77                         |                        |           |                        |                        |                        |                        |
|  | République dominicaine      | République dominicaine      | 63                         | 63                         |                        |           |                        |                        |                        |                        |
|  | République dominicaine      | République dominicaine      | 63                         | 63                         |                        |           |                        |                        |                        |                        |

## Classement final
| Place                        | Équipe                      | Vict.-Déf. |
| ---------------------------- | --------------------------- | ---------- |
| Médaille d'or, Amérique      | États-Unis                  | 5 - 0      |
| Médaille d'argent, Amérique  | Canada                      | 4 - 1      |
| Médaille de bronze, Amérique | Brésil                      | 3 - 2      |
| 4                            | Porto Rico                  | 2 - 3      |
| 5                            | Argentine                   | 3 - 2      |
| 6                            | Chili                       | 2 - 3      |
| 7                            | Îles Vierges des États-Unis | 1 - 4      |
| 8                            | République dominicaine      | 0 - 5      |

- Qualification pour la Coupe du Monde U19 2017
- Disqualification pour la Coupe du Monde U19 2017

## Leaders statistiques

### Points
| Place | Nom                      | Équipe                 | PPM  |
| ----- | ------------------------ | ---------------------- | ---- |
| 1     | Nickeil Alexander-Walker | Canada                 | 17,4 |
| 2     | Oshae Brissett           | Canada                 | 16,4 |
| 3     | Michael Porter Jr.       | États-Unis             | 15,8 |
| 4     | L. J. Figueroa           | République dominicaine | 14,6 |
| 5     | Nacho Varela             | Chili                  | 14,4 |

### Rebonds
| Place | Nom              | Équipe                      | RPM  |
| ----- | ---------------- | --------------------------- | ---- |
| 1     | Christian Negrón | Porto Rico                  | 13,6 |
| 2     | Jahmiah Simmons  | Îles Vierges des États-Unis | 11,6 |
| 3     | Michael Uchendu  | Brésil                      | 9,2  |
| 4     | Jarrett Allen    | États-Unis                  | 9,0  |
| 5     | Lucas Pereira    | Brésil                      | 8,6  |

### Passes décisives
| Place | Nom                     | Équipe     | PDPM |
| ----- | ----------------------- | ---------- | ---- |
| 1     | Shai Gilgeous-Alexander | Canada     | 5,4  |
| 2     | Markelle Fultz          | États-Unis | 5,2  |
| 3     | Nicolas Aguirre         | Chili      | 5,0  |
| 3     | Facundo Corvalán        | Argentine  | 5,0  |
| 5     | Matt Coleman III        | États-Unis | 4,4  |

### Contres
| Place | Nom              | Équipe                      | CPM |
| ----- | ---------------- | --------------------------- | --- |
| 1     | Nicolas Claxton  | Îles Vierges des États-Unis | 3,6 |
| 2     | Christian Negrón | Porto Rico                  | 2,4 |
| 3     | James Banks III  | États-Unis                  | 1,8 |
| 4     | Lucas Pereira    | Brésil                      | 1,6 |
| 4     | Ismael Waldron   | République dominicaine      | 1,6 |

### Interceptions
| Place | Nom                      | Équipe     | IPM |
| ----- | ------------------------ | ---------- | --- |
| 1     | Markelle Fultz           | États-Unis | 3,2 |
| 2     | Shai Gilgeous-Alexander  | Canada     | 3,0 |
| 3     | Nicolas Aguirre          | Chili      | 2,4 |
| 3     | Nickeil Alexander-Walker | Canada     | 2,4 |
| 3     | Oshae Brissett           | Canada     | 2,4 |
| 3     | Facundo Corvalán         | Argentine  | 2,4 |

### Évaluation
| Place | Nom                | Équipe     | EPM  |
| ----- | ------------------ | ---------- | ---- |
| 1     | Markelle Fultz     | États-Unis | 19,8 |
| 1     | Christian Negrón   | Porto Rico | 19,8 |
| 3     | Michael Porter Jr. | États-Unis | 19,6 |
| 4     | Oshae Brissett     | Canada     | 17,6 |
| 5     | Felipe Haase       | Chili      | 14,8 |

## Récompenses
MVP de la compétition (meilleur joueur) Markelle Fultz
Meilleur cinq de la compétition
- Markelle Fultz
- Michael Porter Jr.
- Nickeil Alexander-Walker
- Oshae Brissett
- Christian Negrón